# Карпантра (округ)
Карпантра́ (фр. Carpentras) — округ во Франции, один из округов в регионе Прованс — Альпы — Лазурный Берег. Департамент округа — Воклюз. Супрефектура — Карпантра.
Население округа на 2006 год составляло 122 706 человек. Плотность населения составляет 97 чел./км². Площадь округа составляет всего 1266 км².